# بغية الطلب في تاريخ حلب
كتاب بغية الطلب في تاريخ حلب كتاب ألفه المؤرخ عمر بن أحمد بن هبة الله بن أبي جرادة المعروف بالصاحب كمال الدين ابن العديم، وهو مؤرخ عربي. يعد هذا الكتاب من أهم كتب التاريخ التي تناولت تاريخ حلب منذ بدء الخليقة وحتى عصر ابن العديم وقد كتب عن كل من وطئت قدمه أرض حلب. وقد كتب ابن العديم ملخصًا للعمل في زبدة الحلب في تاريخ حلب

## محتويات الكتاب
يتكون الكتاب من أربعين جزئا وعشرة مجلدات، ورتب على حسب حروف المعجم العربي.